# Mering (stacja kolejowa)
Mering (niem.: Bahnhof Mering) – stacja kolejowa w Mering, w kraju związkowym Bawaria, w Niemczech. Leży na linii kolejowej Monachium – Augsburg oraz punktem wyjścia dla linii Ammerseebahn do Weilheim in Oberbayern. Codzienne obsługuje około 125 regionalnych pociągów DB Regio i Bayerische Regiobahn.
Według klasyfikacji Deutsche Bahn posiada kategorię 3.
Stacja Mering została otwarta w 1840 przez München-Augsburger Eisenbahn-Gesellschaft. Wraz z otwarciem w 1898 roku Ammerseebahn, stała się stacja węzłową. W 1910, stacja otrzymała nowy budynek dworcowy. Od 2003 do 2007 roku została całkowicie przebudowana i zmodernizowana. Oprócz stacji Mering istnieje jeszcze przystanek kolejowy Mering-St Afra, otwarty w 2008 roku.

## Linie kolejowe
- Monachium – Augsburg
- Ammerseebahn

| Rodzaj pociągu | Linia | Trasa                                                                          | Takt                                  |
| -------------- | ----- | ------------------------------------------------------------------------------ | ------------------------------------- |
| RE             | R1    | Fugger-Express: München – Mering – Augsburg – Ulm / (Treuchtlingen)            | godzinny (Treuchtlingen: dwugodzinny) |
| RE / RB        | R1    | Fugger-Express: München – Mering – Augsburg – Dinkelscherben / Donauwörth      | godzinny                              |
| BRB            | R11   | Augsburg-Oberhausen – Augsburg Hbf – Mering – Geltendorf – Weilheim – Schongau | godzinny                              |
| BRB            | R11   | (Augsburg-Oberhausen –) Augsburg Hbf – Mering (– Geltendorf)                   | godzinny w godzinach szczytu          |